# 印野村
印野村（いんのむら）は、静岡県の北東、富士山東麓にあった駿東郡の村。1955年に周辺町村と合併し、御殿場市になった。

## 地理
御厨地方のうち、最も富士山側にあり、広大な富士山の原野から頂上付近までを有する。原野は陸軍の演習場として使われた。
- 山：宝永山

## 歴史
- 1889年（明治22年）4月1日 - 藩政村の印野村が行政村の印野村になった。原里村と組合村となっていた。組合村の役場は原里村保土沢に置かれた。
- 1912年（明治45年） - 演習場の障害になるとして、北畑集落が村内や原里村（現・御殿場市川島田北畑）へ移転させられた。
- 1913年（大正2年）3月31日 - 原里村との組合村を解消し、印野村に村役場が置かれた。
- 1955年（昭和30年）2月11日 - 御殿場町、富士岡村、原里村、玉穂村と合併し、御殿場市になった。村役場は御殿場市役所印野支所に、村有財産は御殿場市印野財産区に引き継がれた。

## 交通
- 御殿場線御殿場駅が最寄。当村廃止後の1962年に南御殿場駅が開業し、以後は同駅が最寄となっている。